# 우리집이거든요!
《우리집이거든요!》는 매주 화요일 공룡 작가가 다음 웹툰에서 연재하는 웹툰이다.